# Либерально-демократическая партия Узбекистана
«Движе́ние предпринима́телей и деловы́х люде́й — Либера́льно-демократи́ческая па́ртия Узбекиста́на» (узб. Tadbirkorlar va ishbilarmonlar harakati — Oʻzbekiston liberal-demokratik partiyasi), сокращённо УзЛиДеП (узб. OʻzLiDeP) — официально зарегистрированная правоцентристская пропрезидентская политическая партия в Узбекистане, считающаяся «партией власти».
Основана 15 ноября 2003 года. По итогам парламентских выборов 2004/2005 является правящей партией в нижней — законодательной палате Олий Мажлиса Республики Узбекистан, сохраняя этот статус на последующих парламентских выборах 2009/2010, 2014/2015 и 2019/2020. С 8 февраля 2005 года входит в «Блок демократических сил».

## История

Предыдущий логотип до 2021 года

4 октября 2003 года было объявлено о решении группы проправительственных активистов по созданию новой политической партии, которая должна была стать общенациональной, и «выражающей и защищающей интересы бизнеса, предпринимателей и фермеров, класса собственников, высококвалифицированных специалистов производства и сотрудников управления, деловых людей». 7 октября с членами этой инициативной группы встретился президент страны Ислам Каримов (который тогда формально являлся членом Национально-демократической партии «Фидокорлар» — тогда второй по числу депутатов фракции в еще однопалатном Олий Мажлисе) и заявил о своей поддержке этой идеи.
15 ноября 2003 года в Ташкенте состоялся учредительный съезд новой партии. Были утверждены программа и устав партии, состав политического совета и центральной контрольно-ревизионной комиссии. Новую партию было решено назвать «Движение предпринимателей и деловых людей — Либерально-демократическая партия Узбекистана», сокращённо — «Либерально-демократическая партия Узбекистана» или «УзЛиДеП». Председателем исполнительного комитета политического совета партии, или другими словами лидером партии был избран Кабилджан Фаттахович Ташматов. 3 декабря партия была официально зарегистрирована в Министерстве юстиции Республики Узбекистан. 1 января 2004 года на свет вышел первый номер партийного издания — общественно-политической газеты XXI asr (XXI век).
24 мая 2004 год на втором, очередном заседании политсовета партии, новым лидером партии был избран Махамаджан Ахмедович Ахмеджанов.
26 декабря 2004 года — партия впервые приняла участие на выборах в Законодательную палату Олий Мажлиса Республики Узбекистан, в областные, районные и городские Кенгаши народных депутатов. По их итогам УзЛиДеП стала самой крупной фракцией в парламенте, заняв 41 депутатских места. В местные представительные органы были избраны 1.908 депутатов от партии.
19 марта 2005 года, на очередном заседании политсовета партии, новым лидером (уже третьим по счёту) партии стал Мухаммадюсуф Муталибджанович Тешабаев. Вскоре после Андижанских событий, 25 июля того же года состоялся внеочередной съезд партии, где были рассмотрены вопросы о внесении первых в истории партии изменений в её устав и программу.
6 ноября 2007 года — состоялся IV Съезд Либерально-демократической партии Узбекистана, на котором был обсужден вопрос о выдвижении кандидатуры на очередных выборах Президента Республики Узбекистан. Съездом партии было принято решение о выдвижении кандидатуры Ислама Абдуганиевича Каримова в Президенты Республики Узбекистан. На съезде с докладом «Преданно служить Родине и народу — высшее счастье» выступил кандидат в президенты Республики Узбекистан от Либерально-демократической партии Узбекистана И. А. Каримов.
27 декабря 2007 года — на выборах Президента Республики Узбекистан кандидат от УзЛиДеП Ислам Абдуганиевич Каримов одержал победу.
20 сентября 2008 года состоялось расширенное заседание Исполнительного Комитета Политического Совета УзЛиДеП, где были рассмотрены вопросы претворения в жизнь программных задач партии. Отдельное внимание было уделено состоянию дел и очередных задачах партийных структур и депутатских групп в рамках реализации Конституционного закона «Об усилении роли политических партий в обновлении и дальнейшей демократизации государственного управления и модернизации страны».
27 декабря 2009 года — УзЛиДеП приняла успешное участие в парламентских выборах, выборах в областные, районные и городские Кенгаши народных депутатов. Заняв 53 депутатских места партия во второй раз сформировала самую крупную фракцию в парламенте. В местные представительные органы на этот раз были избраны 2,159 депутатов от партии.
18 декабря 2010 года состоялось II заседание Политического Совета УзЛиДеП. На нем была утверждена Программа целевых комплексных мер партии, направленных на реализацию приоритетных задач, вытекающих из доклада Президента Ислама Каримова «Концепция дальнейшего углубления демократических реформ и формирования гражданского общества в стране».
15 июля 2011 года по инициативе фракции УзЛиДеП впервые в соответствии с пунктом 15 статьи 78 Конституции Республики Узбекистан Законодательной палатой, Сенатом Олий Мажлиса заслушан отчет Премьер-министра Республики Узбекистан Ш.Мирзиеева о программе мер по дальнейшему углублению демократических рыночных реформ и либерализации экономики, реализуемой правительством в соответствии с Концепцией дальнейшего углубления демократических реформ и формирования гражданского общества в стране, изложенной в докладе Президента Республики Узбекистан И.Каримова на совместном заседании палат парламента в ноябре 2010 года. Рассмотрен также ход реализации Государственной программы «Год малого бизнеса и частного предпринимательства».
31 марта 2012 года состоялось IV заседание Политического Совета УзЛиДеП. На заседании были рассмотрены вопросы о партийных проектах на 2012 год, которые будут реализованы партией в рамках «Концепции дальнейшего углубления демократических реформ и формирования гражданского общества в стране» и по исполнению Государственной программы «Год семьи».
2 декабря 2013 года на очередном заседании партийного политсовета Содикжон Турдиев был избран председателем Исполнительного Комитета Политического Совета УзЛиДеП.
13 сентября 2014 года состоялось расширенное заседание Исполнительного Комитета Политического Совета Движения предпринимателей и деловых людей — Либерально-демократической партии Узбекистана, в нем внимание обращено на вопросы обеспечения активного участия УзЛиДеП на предстоящих в 2014 году выборах в Законодательную палату Олий Мажлиса и местные Кенгаши народных депутатов.
31 октября 2014 года состоялся VI Съезд Движения предпринимателей и деловых людей — Либерально-демократической партии Узбекистана. В повестке дня Съезда подведены итоги 5-летней деятельности партии, всесторонне рассмотрены, обсуждены предстоящие планы, а также вопросы подготовки к очередным выборам, являющимся важным политическим событием в жизни страны приняты соответствующие решения. На Съезде партии обсуждены вопросы активного участия в выборах в Законодательную палату Олий Мажлиса Республики Узбекистан, а также в областные, районные и городские Кенгаши народных депутатов, делегатами утверждена Предвыборная программа партии, выдвинуты кандидаты в депутаты Законодательной палаты Олий Мажлиса Республики Узбекистан от УзЛиДеП.
12 декабря 2015 года состоялось очередное заседание Исполнительного комитета Политического совета Движения предпринимателей и деловых людей — Либерально-демократической партии (УзЛиДеП).
Основной повесткой дня стало всестороннее обсуждение доклада Президента Ислама Каримова на торжественном собрании, посвященном 23-й годовщине Конституции Республики Узбекистан «Наша главная задача — поднять на новый уровень реформирование и демократизацию общества, модернизацию страны», вытекающих из него задач для партийных структур и депутатских объединений УзЛиДеП, а также путей дальнейшего совершенствования работы парторганизаций.
29 марта 2015 года — на выборах Президента Республики Узбекистан кандидат от УзЛиДеП Ислам Абдуганиевич Каримов одержал победу.
25-26 декабря 2015 года — состоялся республиканский этап конкурса УзЛиДеП «Самая образцовая первичная партийная организация», «Депутат года» и «Самая образцовая районная (городская) партийная организация». Победу в конкурсе «Самая образцовая первичная партийная организация» одержала первичная организация партии в акционерном обществе «Алмалыкский горно-металлургический комбинат» Ташкентской области, в номинации «Депутат года» победил член депутатской группы УзЛиДеП в Бухарском областном Кенгаше народных депутатов Тахир Бахронов, первое место в конкурсе «Самая образцовая районная (городская) партийная организация» занял Самаркандский городской совет УзЛиДеП.
22 января 2016 года — состоялось совместное заседание Исполнительного комитета Политического Совета Движения предпринимателей и деловых людей — Либерально-демократической партии Узбекистана и фракции партии в Законодательной палате Олий Мажлиса, основным вопросом которого было рассмотрение задач партии, вытекающие из доклада Ислама Каримова на расширенном заседании Кабинета Министров, посвященном итогам социально-экономического развития страны в 2015 году и важнейшим приоритетным направлениям экономической программы на 2016 год. При этом выступления участников заседания объединяла тема достижения главной цели — несмотря на трудности, решительно идти вперед, последовательно продолжая осуществляемые реформы, структурные преобразования в экономике, создавая еще более широкие возможности для развития частной собственности, предпринимательства и малого бизнеса.
16 апреля 2016 года — состоялось очередное заседание Политического Совета Движения предпринимателей и деловых людей — Либерально-демократической партии Узбекистана. Особое значение даному мероприятию придало то, что на нем были рассмотрены вопросы реализации Государственной программы «Год здоровой матери и ребёнка», а также пути дальнейшего совершенствования работы партийных организаций по выполнению задач Комплексной целевой программы практических действий УзЛиДеП на 2016 год, а также о внесении соответствующих изменений и дополнений в нее.
19 октября 2016 года — VIII съезд Движения предпринимателей и деловых людей — Либерально-демократической партии Узбекистана (УзЛиДеП), состоявшийся в Ташкенте 19 октября, принял решение о выдвижении члена политического совета партии Шавката Миромоновича Мирзиёева кандидатом в Президенты.
9 декабря 2016 года — состоялось заседание Центральной избирательной комиссии Республики Узбекистан, на котором были рассмотрены результаты выборов Президента Республики Узбекистан, состоявшихся 4 декабря текущего года. Как показывают результаты выборов за кандидата от Движения предпринимателей и деловых людей — Либерально-демократической партии Узбекистана Шавката Миромоновича Мирзиёева проголосовали 15 миллионов 906 тысяч 724 избирателя, или 88,61 процента принявших участие в голосовании. Таким образом, согласно результатам на выборах Президента Республики Узбекистан, состоявшихся 4 декабря 2016 года, победил кандидат от Движения предпринимателей и деловых людей — Либерально-демократической партии Узбекистана Шавкат Миромонович Мирзиёев.
24 декабря 2017 года состоялись выборы в районные Кенгаши народных депутатов города Ташкента. По итогам выборов, из выдвинутых в районные Кенгаши народных депутатов 330 кандидатов от Движения предпринимателей и деловых людей — Либерально-демократической партии Узбекистана избраны 137 депутатов.
3 февраля 2018 года — УзЛиДеП в целях укрепления отношений в сфере социального партнерства с Институтом проблем законодательства и парламентских исследований и реализации задач, намеченных в Стратегии действий по пяти приоритетным направлениям развития Республики Узбекистан в 2017—2021 годах и Послании Президента к Олий Мажлису, подписал Меморандум о сотрудничестве с данным исследовательским институтом.
5 ноября 2019 года — В Ташкенте состоялся IX съезд Движения предпринимателей и деловых людей — Либерально-демократической партии Узбекистана. На съезде утверждены предвыборная программа партии и кандидаты в нижнюю палату парламента.
6 января 2020 года — На очередном заседании Центральной избирательной комиссии объявлены результаты итогового тура парламентских выборов. По итогам выборов в Законодательной палате Олий Мажлиса Движение предпринимателей и деловых людей — Либерально-демократическая партия Узбекистана заняла 53, Демократическая партия «Миллий тикланиш» Узбекистана — 36, Социал-демократическая партия Узбекистана «Адолат» — 24, Народно-демократическая партия Узбекистана — 22, Экологическая партия Узбекистана — 15 депутатских мест.
18 января 2020 года — В городе Ташкенте состоялось заседание политического совета Движения предпринимателей и деловых людей — Либерально-демократической партии Узбекистана. На заседании на должность Премьер-министра выдвинута кандидатура Абдуллы Арипова, с декабря 2016 года занимающего должность Премьер-министра Республики Узбекистан.

## Цели и задачи партии
Эксперты считают УзЛиДеП как центристской, так и в некоторых вопросах правоцентристской партией, основу идеологии которой составляет экономический либерализм и консервативный либерализм, но никак не либерал-демократия. В идеологии партии наблюдается убеждённый секуляризм и антиклерикализм, этатизм, гражданский национализм и интернационализм, отчасти умеренный узбекский национализм, элементы национал-демократии и умеренного традиционализма, а также антикоммунизм и вообще антисоветизм. После прихода к власти в стране Шавката Мирзиёева, в идеологии и шагах партии появился прогрессивизм, и наоборот немного угас агрессивный антисоветизм эпохи правления Ислама Каримова.
Первая цель. Организовавшись в политическую силу, открыть новые возможности для более широкой деятельности предпринимателей и деловых людей, теоретически и практически обосновать их перспективы, эффективно защищать интересы этой прослойки общества и, в конечном счете, обеспечить их завтрашний день. От имени этого сословия выйти на политическую сцену Узбекистана и занять на ней достойное место.
Вторая цель. Мобилизовать силы и возможности партии на разработку и реализацию совместно с другими партиями и движениями программы действий, отвечающей национальным интересам страны и стратегическим перспективам её развития, связанным прежде всего со строительством демократического, основанного на принципах рыночной экономики, правового государства, созданием широких возможностей для развития гражданского общества, доведением до сознания граждан, и прежде всего молодежи, внедрением в жизнь народа демократических ценностей.
Третья цель. Обеспечить активное участие партии в управлении государством, её влияние на формирующиеся в обществе взгляды, осуществление политических и экономических реформ. Всемерно содействовать решению жизненно важных проблем социально-экономического и политического развития государства, повышению международного авторитета Узбекистана, сохранению мира и спокойствия, укреплению межнационального и гражданского согласия в стране. Внести достойный вклад в дело воспитания молодежи в духе уважения, любви и гордости за свою Родину, готовности в любых условиях беречь и отстаивать независимость, духовные ценности, национальные и религиозные традиции и обычаи народа, уважать интересы других наций и народностей, бороться против попыток ущемить их интересы.
Четвертая цель. Доводить до сознания широких слоев общественности либерально-демократические идеи и ценности, являющиеся политической платформой партии, организовывать и проводить глубоко продуманную работу по пропаганде политики партии, направленную на укрепление её рядов. Продвигать своих кандидатов, преданных идеям партии и завоевавших доверие избирателей, в представительные и исполнительные органы государственной власти.
Основными задачами Либерально-демократической партии являются:
— в качестве партии парламентского большинства, оказывающей большое влияние на принятие законов и постановлений правительства — обеспечение практического исполнения положений Программы и политической платформы партии, эффективной защиты интересов своего электората;
— содействие модернизации страны и стабильному развитию экономики, обеспечение практических гарантий свободы предпринимательства, устранение препятствий на пути формирования класса реальных собственников, дальнейшее совершенствование системы правовой защиты субъектов предпринимательства путем проявления инициативы и активного участия в решении наиболее важных проблем дальнейшего углубления рыночных реформ;
— выдвижение инициатив, направленных на дальнейшее углубление демократических преобразований в сфере государственного и общественного строительства и формирование сильного гражданского общества, создание широко разветвленной сети негосударственных некоммерческих организаций, предоставляющих гражданам многообразные, отвечающие их интересам формы осуществления своих гражданских прав, осознанного и ответственного участия в жизни общества и управлении государством;
— дальнейшее развитие фермерского движения через активное участие в углублении реформ в аграрной сфере, формировании на селе прослойки реальных собственников, содействие осуществлению коренных преобразований, направленных на укрепление фермерства как наиболее перспективной и эффективной формы ведения хозяйства на селе;
— привлечение внимания общественности к важным политическим и социально-экономическим проблемам и формирование позитивного общественного мнения о путях их решения партийными средствами, непосредственное сотрудничество в этом направлении с органами самоуправления граждан, государственными и общественными организациями;
— формирование и воспитание политической элиты в лице высококвалифицированных, имеющих достаточную политическую и правовую подготовку активистов и сторонников партии, которые в последующем будут выдвигаться кандидатами в депутаты всех уровней законодательной и исполнительной ветвей государственной власти;
— координация деятельности фракции партии в Законодательной палате Олий Мажлиса и партийных групп в местных представительных органах государственной власти, формирование в них способности последовательного и целенаправленного осуществления законодательной инициативы в рамках реализации Программы партии, совершенствование форм и методов данной работы;
— осуществление политики партии, направленной на повышение политической активности женщин, усиления их роли и положения в обществе, а также участия молодежи в общественно-политических процессах страны, привлечение в ряды партии представителей женщин и молодежи, имеющих лидерские качества и поддерживающих идеи партии, подготовка из их состава кадрового резерва;
— создание эффективной системы партийного, политического обучения руководителей первичных партийных организаций, членов депутатских объединений партии и других активистов, подготовка резерва руководящих кадров партии, способных прогрессивно мыслить, вести деятельность в условиях реформы общества, эффективно решать возникшие перед партией актуальные проблемы, рекомендовать их на вакантные должности в исполнительных органах государственной власти.

## Результаты на выборах
| Выборы | Мандаты   |
| ------ | --------- |
| 2004   | 41 из 120 |
| 2009   | 53 из 150 |
| 2014   | 52 из 150 |
| 2019   | 53 из 150 |

## Выборы президента
| Год  | Кандидат от партии | %     |
| ---- | ------------------ | ----- |
| 2007 | Ислам Каримов      | 90,76 |
| 2015 | Ислам Каримов      | 90,39 |
| 2016 | Шавкат Мирзиёев    | 88,61 |

## Партия иКаримов
4 октября 2007 года партия заявила о выдвижении Ислама Каримова на пост президента Республики Узбекистан. 6 ноября Каримов принял номинацию, а 23 декабря — выиграл выборы.

## Критика
Существует мнение, что УзЛиДеП выиграла парламентские выборы 2004 и 2009 годов путём подтасовки, только благодаря поддержке Олий Маджлиса. Также, во время предвыборной кампании 2009 года, в Ташкенте не было рекламы с предвыборными лозунгами других партий, либерал-демократам уделялось больше всего внимания в официальных узбекских СМИ. Однако, данная критика опровергается мнением наблюдателей из числа ведущих экспертов и специалистов, принимавших участие в парламентских выборах 2009 года.
Также, УзЛиДеП критикуется своими главными политическими оппонентами (Народно-демократической партией Узбекистана) за то, что «они используют страницы своей партийной газеты для огульной критики, не подтвержденной никакими фактами, стараясь просто унизить своих политических оппонентов».